# Speelgoedwinkel

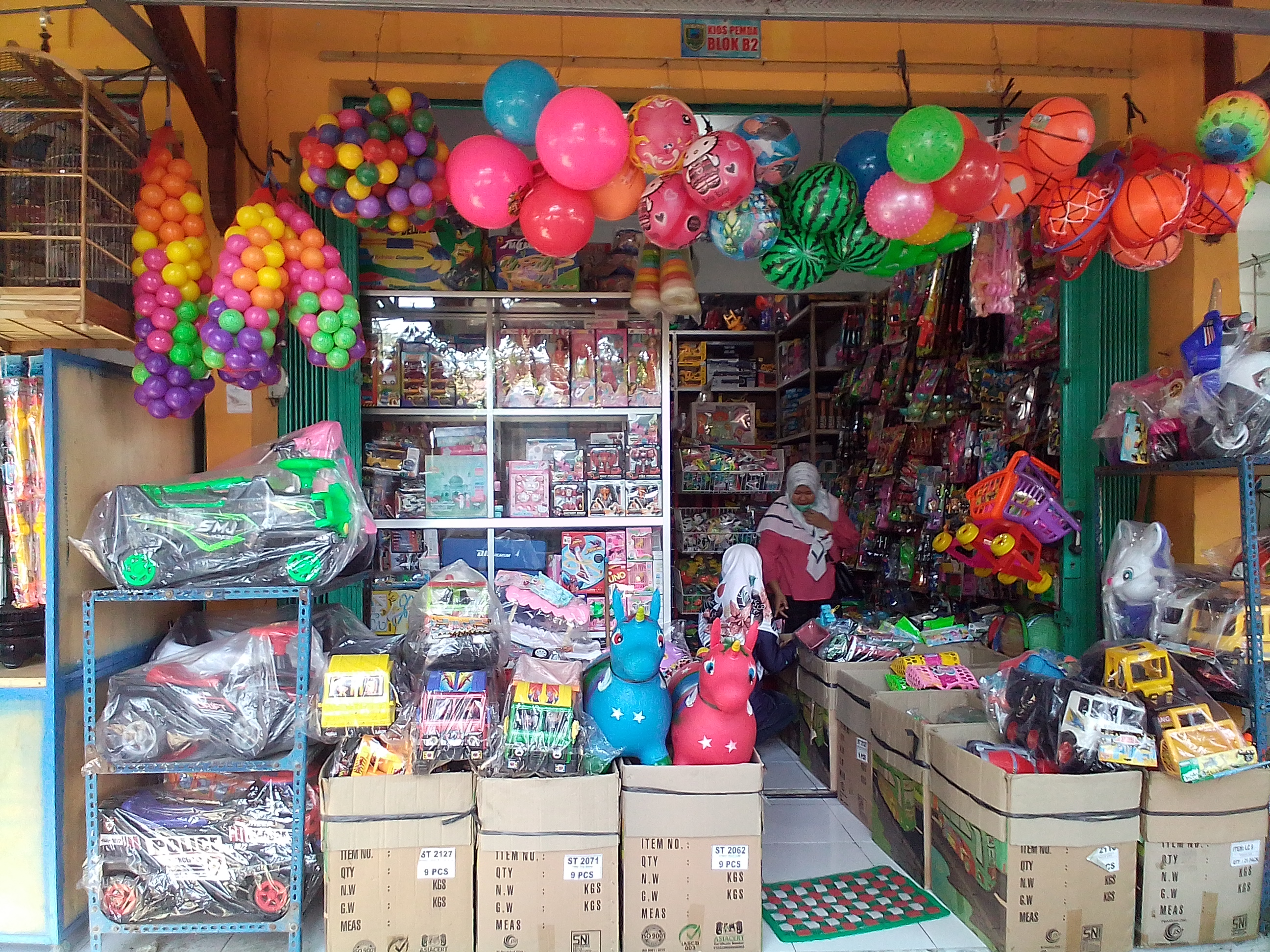
Speelgoedwinkel in Midden-Java (Indonesië)

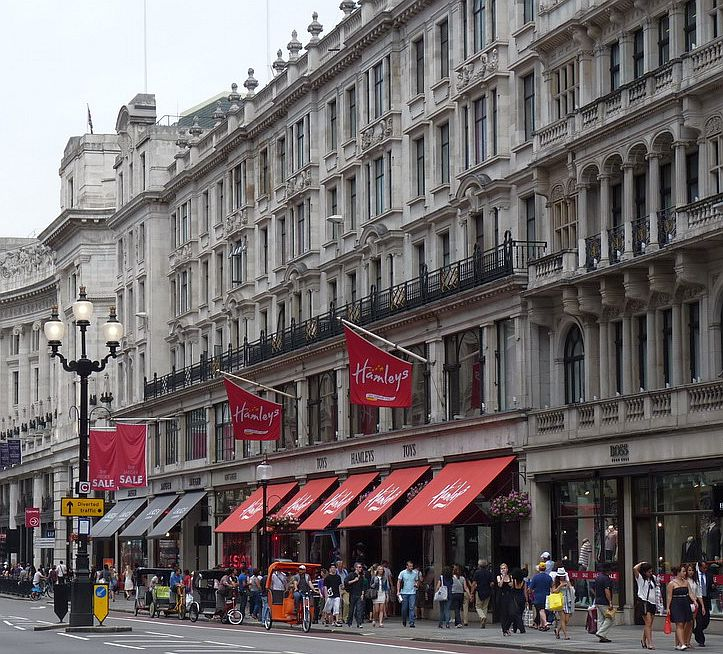
Vestiging van de Engelse speelgoedketen Hamleys

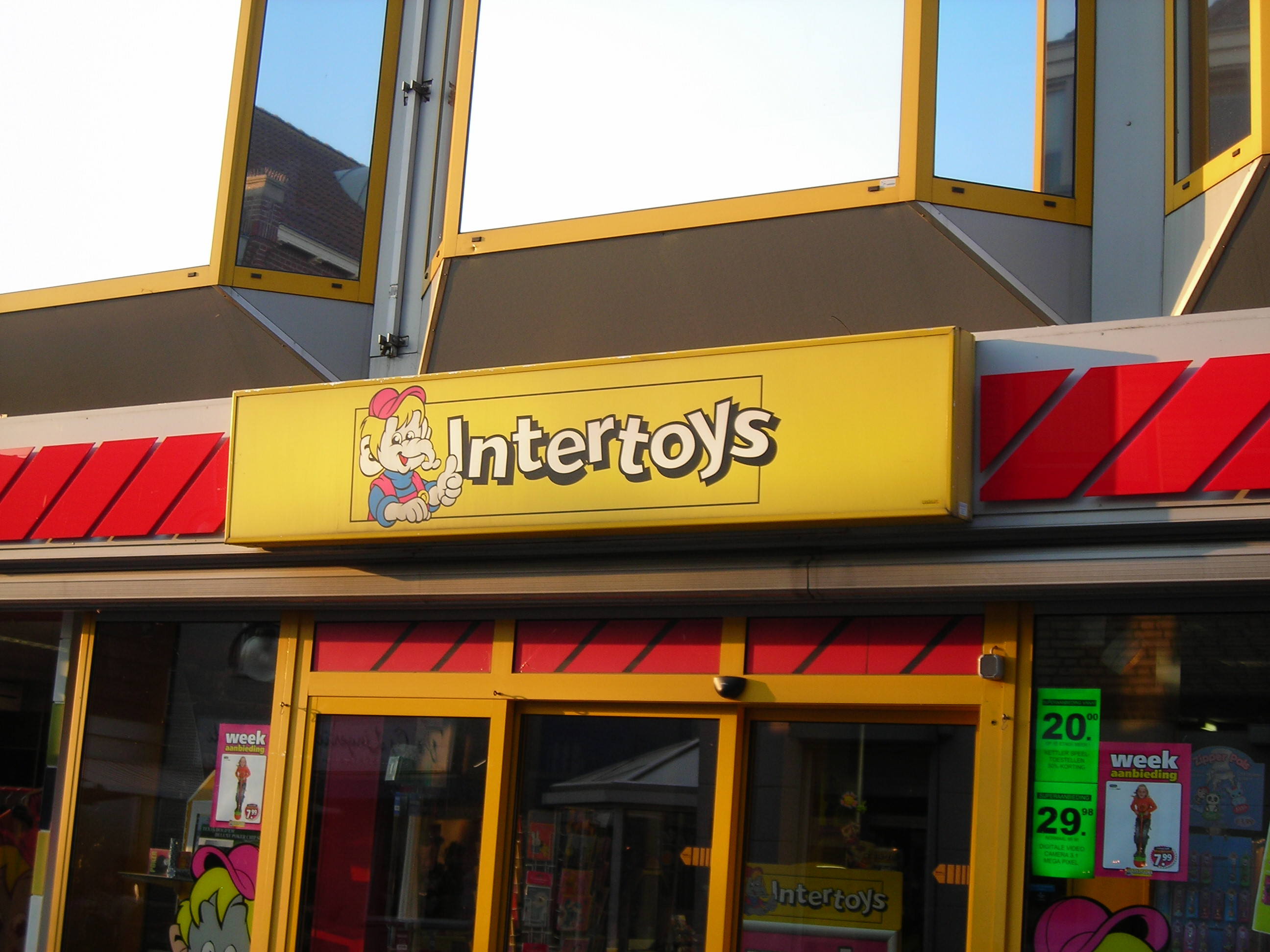
Vestiging van de Nederlandse speelgoedketen Intertoys.

Een speelgoedwinkel of speelgoedhandel is een vorm van detailhandel gespecialiseerd in de verkoop van speelgoed en gerelateerde artikelen, zoals legpuzzels, bordspelletjes en videospellen. Tegenwoordig hebben veel speelgoedwinkels hun werkterrein vergroot of verlegd naar het internet, en nemen zij, net als zoveel andere detailhandels, deel aan electronic commerce.
Sommige speelgoedwinkels zijn gespecialiseerd in één type speelgoed, zoals poppen of constructiespeelgoed zoals K'NEX, Meccano of LEGO. Anderen zijn meer gericht op een bepaalde periode, en verkopen slechts antiek speelgoed of enkel videospellen en Pokémon of Yu-Gi-Oh! parafernalia.